# Галланди, Андреа

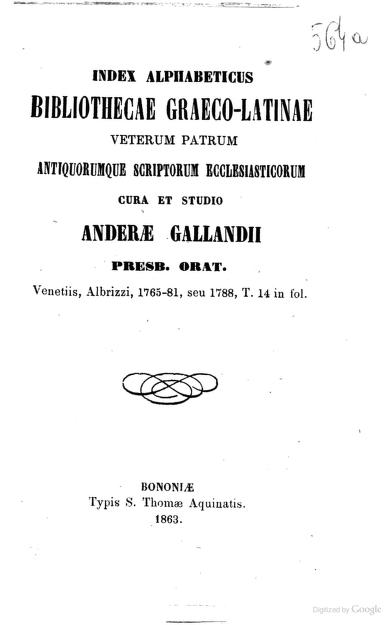
Титульный лист «Греко-латинской библиотеки»

Андреа Галланди (итал. Andrea Gallandi; 7 декабря 1709, Венеция, Венецианская республика — 12 января 1779, там же) — венецианский итальянский священник, ораторианец, учёный, специалист в области патристики.

## Биография
Француз по происхождению. Изучал теологию и историю у доминиканцев. Позже вступил в орден
ораторианцев.
Учёный богослов. Известен, как автор изданной им греко-латинской «Библиотеки древних отцов и древних церковных писателей» (Bibliotheca Graeco-Latina). Она стала выходить, с посвящением сенату Венеции, в 14 томах, в Венеции, с 1765 по 1781 год, 2-е изд. — 1788 год. Сам Галланди не дожил до её завершения.
Хотя находящиеся в общеизвестных отдельных изданиях главные произведения древне-церковного богословия не вошли в библиотеку А. Галланди, но в отношении мелких творений и писателей она полнее, чем все остальные собрания до Жака Поля Миня. В Библиотеку вошли творения 380 авторов первых семи веков.
Кроме того, А. Галланди издал сборник трактатов о исследованиях известных канонистов «Древние собрания канонов» (Кустана, Петра Де-Марки, братьев Баллерини и др., Венеция 1788, Майнц 1790 г., последнее издание в 2-х томах).
После своей смерти Галланди оставил работу, которая не была опубликована: Thesaurus antiquitatis ecclesiasticæ historico-apologetico-criticus complectens SS. patrum gesta et scripta doctissimorum virorum dissertationibus asserta et illustrata ac juxta seriem XII sec. digesta.